# Río Lamedo
El río Lamedo se encuentra en el término municipal de Cabezón de Liébana y procede del arroyo Lamedo después de recibir las aguas del arroyo de Tornes en las proximidades de la Puentenueva, poco después en la localidad de San Andrés recibe las aguas del río los Cabrios para desembocar en las proximidades de Puente Asnil en el río Bullón, cerca de Cabezón de Liébana.
Es un río que no ha sufrido la presión antrópica, con aguas muy cristalinas y que en invierno y en primavera alcanza gran caudal debido a los deshielos de las altas cumbres que lo rodean.
Su longitud es de pocos kilómetros.
- Datos: Q6115322